# Interlands Frans voetbalelftal 1960-1969
Deze pagina toont een chronologisch en gedetailleerd overzicht van de interlands die het Frans voetbalelftal heeft gespeeld in de periode 1960 – 1969.

## Interlands

### 1960
|                                                                          |                  |       |           |                                                                                    |
| 28 februari Vriendschappelijk № 257 «onderlinge duels» 15:00 uur (UTC+1) | België           | 1 – 0 | Frankrijk | Heizelstadion, Brussel Toeschouwers: 56.257 Scheidsrechter: Gottfried Dienst (SUI) |
| 28 februari Vriendschappelijk № 257 «onderlinge duels» 15:00 uur (UTC+1) | André Piters 36' |       |           | Heizelstadion, Brussel Toeschouwers: 56.257 Scheidsrechter: Gottfried Dienst (SUI) |

|                                                                       |                                                                                                  |       |       |                                                                                   |
| 16 maart Vriendschappelijk № 258 «onderlinge duels» 19:00 uur (UTC+1) | Frankrijk                                                                                        | 6 – 0 | Chili | Parc des Princes, Parijs Toeschouwers: 36.094 Scheidsrechter: Gérard Versyp (BEL) |
| 16 maart Vriendschappelijk № 258 «onderlinge duels» 19:00 uur (UTC+1) | Raymond Kaelbel 10' Jean Vincent 51' Pierre Grillet 57' Just Fontaine 78', 80' Lucien Muller 82' |       |       | Parc des Princes, Parijs Toeschouwers: 36.094 Scheidsrechter: Gérard Versyp (BEL) |

|                                                                          |                                  |       |                                                                                       |                                                                            |
| 27 maart EK 1960 kwalificatie № 259 «onderlinge duels» 15:00 uur (UTC+1) | Oostenrijk                       | 2 – 4 | Frankrijk                                                                             | Prater-Stadion, Wenen Toeschouwers: 39.229 Scheidsrechter: Leo Helge (DEN) |
| 27 maart EK 1960 kwalificatie № 259 «onderlinge duels» 15:00 uur (UTC+1) | Horst Nemec 27' Erich Probst 64' |       | 46' Jean-Jacques Marcel 59' Bernard Rahis 77' François Heutte 83' (pen.) Raymond Kopa | Prater-Stadion, Wenen Toeschouwers: 39.229 Scheidsrechter: Leo Helge (DEN) |

| Europees kampioenschap voetbal 1960 |
| ----------------------------------- |

|                                                                        |                                                               |       |                                                                            |                                                                                     |
| 6 juli EK 1960 Halve finale № 260 «onderlinge duels» 20:00 uur (UTC+1) | Frankrijk                                                     | 4 – 5 | Joegoslavië                                                                | Parc des Princes, Parijs Toeschouwers: 26.370 Scheidsrechter: Gaston Grandain (BEL) |
| 6 juli EK 1960 Halve finale № 260 «onderlinge duels» 20:00 uur (UTC+1) | Jean Vincent 12' François Heutte 43' 62' Maryan Wisnieski 53' |       | 11' Milan Galić 55' Ante Žanetić 75' Tomislav Knez 78' 79' Dražan Jerković | Parc des Princes, Parijs Toeschouwers: 26.370 Scheidsrechter: Gaston Grandain (BEL) |

|                                                                        |           |                                            |                   |                                                                             |
| 9 juli EK 1960 Troostfinale № 261 «onderlinge duels» 21:30 uur (UTC+1) | Frankrijk | 0 – 2                                      | Tsjecho-Slowakije | Vélodrome, Marseille Toeschouwers: 9.438 Scheidsrechter: Cesare Jonni (ITA) |
| 9 juli EK 1960 Troostfinale № 261 «onderlinge duels» 21:30 uur (UTC+1) |           | 58' Vlastimil Bubník 88' Ladislav Pavlovič |                   | Vélodrome, Marseille Toeschouwers: 9.438 Scheidsrechter: Cesare Jonni (ITA) |

|  |  |  |  |  |  |  |  |  |

|                                                                              |                 |       |                                         |                                                                                       |
| 25 september WK 1962 kwalificatie № 262 «onderlinge duels» 14:00 uur (UTC+2) | Finland         | 1 – 2 | Frankrijk                               | Olympisch Stadion, Helsinki Toeschouwers: 15.572 Scheidsrechter: Johannes Malka (FRG) |
| 25 september WK 1962 kwalificatie № 262 «onderlinge duels» 14:00 uur (UTC+2) | Kai Pahlman 30' |       | 63' Maryan Wisniewski 83' Joseph Ujlaki | Olympisch Stadion, Helsinki Toeschouwers: 15.572 Scheidsrechter: Johannes Malka (FRG) |

|                                                                           |                                          |       |                                          |                                                                                          |
| 29 september Vriendschappelijk № 263 «onderlinge duels» 16:30 uur (UTC+2) | Polen                                    | 2 – 2 | Frankrijk                                | Stadion Dziesięciolecia, Warschau Toeschouwers: 55.000 Scheidsrechter: Živko Bajić (YUG) |
| 29 september Vriendschappelijk № 263 «onderlinge duels» 16:30 uur (UTC+2) | Marian Norkowski 43' Eugeniusz Faber 65' |       | 84' Roland Guillas 89' Maryan Wisniewski | Stadion Dziesięciolecia, Warschau Toeschouwers: 55.000 Scheidsrechter: Živko Bajić (YUG) |

|                                                                         |                                                   |       |                      |                                                                               |
| 12 oktober Vriendschappelijk № 264 «onderlinge duels» 20:00 uur (UTC+1) | Zwitserland                                       | 6 – 2 | Frankrijk            | St. Jakob-Park, Bazel Toeschouwers: 37.517 Scheidsrechter: Cesare Jonni (ITA) |
| 12 oktober Vriendschappelijk № 264 «onderlinge duels» 20:00 uur (UTC+1) | Hans Weber 19' Seppe Hügi 42', 61', 65', 80', 89' |       | 18', 87' Yvon Goujon | St. Jakob-Park, Bazel Toeschouwers: 37.517 Scheidsrechter: Cesare Jonni (ITA) |

|                                                                         |                      |       |           |                                                                                   |
| 30 oktober Vriendschappelijk № 265 «onderlinge duels» 13:30 uur (UTC+1) | Zweden               | 1 – 0 | Frankrijk | Råsundastadion, Solna Toeschouwers: 34.050 Scheidsrechter: Nikolay Latyshev (URS) |
| 30 oktober Vriendschappelijk № 265 «onderlinge duels» 13:30 uur (UTC+1) | Torbjörn Jonsson 27' |       |           | Råsundastadion, Solna Toeschouwers: 34.050 Scheidsrechter: Nikolay Latyshev (URS) |

|                                                                             |                                                                 |       |           | |
| 11 december WK 1962 kwalificatie № 266 «onderlinge duels» 14:30 uur (UTC+1) | Frankrijk                                                       | 3 – 0 | Bulgarije | Stade olympique Yves-du-Manoir, Colombes Toeschouwers: 40.690 Scheidsrechter: Pietro Bonetto (ITA) |
| 11 december WK 1962 kwalificatie № 266 «onderlinge duels» 14:30 uur (UTC+1) | Maryan Wisniewski 48' Jean-Jacques Marcel 58' Lucien Cossou 80' |       |           | Stade olympique Yves-du-Manoir, Colombes Toeschouwers: 40.690 Scheidsrechter: Pietro Bonetto (ITA) |

### 1961
|                                                                       |                   |       |                     |                                                                                |
| 15 maart Vriendschappelijk № 267 «onderlinge duels» 20:30 uur (UTC+1) | Frankrijk         | 1 – 1 | België              | Parc des Princes, Parijs Toeschouwers: 36.072 Scheidsrechter: Jack Kelly (ENG) |
| 15 maart Vriendschappelijk № 267 «onderlinge duels» 20:30 uur (UTC+1) | Roger Piantoni 3' |       | 58' Marcel Paeschen | Parc des Princes, Parijs Toeschouwers: 36.072 Scheidsrechter: Jack Kelly (ENG) |

|                                                                      |                                  |       |           |                                                                                               |
| 2 april Vriendschappelijk № 268 «onderlinge duels» 17:15 uur (UTC+1) | Spanje                           | 2 – 0 | Frankrijk | Estadio Santiago Bernabéu, Madrid Toeschouwers: 75.000 Scheidsrechter: Giulio Campanati (ITA) |
| 2 april Vriendschappelijk № 268 «onderlinge duels» 17:15 uur (UTC+1) | Enric Gensana 30' Paco Gento 53' |       |           | Estadio Santiago Bernabéu, Madrid Toeschouwers: 75.000 Scheidsrechter: Giulio Campanati (ITA) |

|                                                                              |                                                                                   |       |                 |                                                                                      |
| 28 september WK 1962 kwalificatie № 269 «onderlinge duels» 17:00 uur (UTC+1) | Frankrijk                                                                         | 5 – 1 | Finland         | Parc des Princes, Parijs Toeschouwers: 17.013 Scheidsrechter: Gottfried Dienst (SUI) |
| 28 september WK 1962 kwalificatie № 269 «onderlinge duels» 17:00 uur (UTC+1) | Jacques Faivre 6', 41' Maryan Wisniewski 12' Roger Piantoni 79' Ernie Schultz 86' |       | 44' Kai Pahlman | Parc des Princes, Parijs Toeschouwers: 17.013 Scheidsrechter: Gottfried Dienst (SUI) |

|                                                                         |                                                           |       |           |                                                                                |
| 18 oktober Vriendschappelijk № 270 «onderlinge duels» 19:30 uur (UTC+1) | België                                                    | 3 – 0 | Frankrijk | Heizelstadion, Brussel Toeschouwers: 11.019 Scheidsrechter: Kevin Howley (ENG) |
| 18 oktober Vriendschappelijk № 270 «onderlinge duels» 19:30 uur (UTC+1) | Pierre Hanon 18' Paul Van Den Berg 60' Roger Claessen 84' |       |           | Heizelstadion, Brussel Toeschouwers: 11.019 Scheidsrechter: Kevin Howley (ENG) |

|                                                           |                  |       |           |                                                                                              |
| 12 november WK 1962 kwalificatie № 271 «onderlinge duels» | Bulgarije        | 1 – 0 | Frankrijk | Vasil Levski Nationaal Stadion, Sofia Toeschouwers: 55.000 Scheidsrechter: Milan Fencl (TCH) |
| 12 november WK 1962 kwalificatie № 271 «onderlinge duels» | Hristo Iliev 89' |       |           | Vasil Levski Nationaal Stadion, Sofia Toeschouwers: 55.000 Scheidsrechter: Milan Fencl (TCH) |

|                                                                          |                     |       |                       |                                                                                                |
| 10 december Vriendschappelijk № 272 «onderlinge duels» 14:30 uur (UTC+1) | Frankrijk           | 1 – 1 | Spanje                | Stade olympique Yves-du-Manoir, Colombes Toeschouwers: 46.496 Scheidsrechter: Jack Kelly (ENG) |
| 10 december Vriendschappelijk № 272 «onderlinge duels» 14:30 uur (UTC+1) | François Heutte 13' |       | 58' Félix Ruiz Gabari | Stade olympique Yves-du-Manoir, Colombes Toeschouwers: 46.496 Scheidsrechter: Jack Kelly (ENG) |

|                                                                             |                    |       |           |                                                                               |
| 16 december WK 1962 kwalificatie № 273 «onderlinge duels» 14:30 uur (UTC+1) | Bulgarije          | 1 – 0 | Frankrijk | San Siro, Milaan Toeschouwers: 34.740 Scheidsrechter: Concetto Lo Bello (ITA) |
| 16 december WK 1962 kwalificatie № 273 «onderlinge duels» 14:30 uur (UTC+1) | Dimitr Yakimov 47' |       |           | San Siro, Milaan Toeschouwers: 34.740 Scheidsrechter: Concetto Lo Bello (ITA) |

### 1962
|                                                                       |                         |       |                                                       |                                                                                    |
| 11 april Vriendschappelijk № 274 «onderlinge duels» 19:30 uur (UTC+1) | Frankrijk               | 1 – 3 | Polen                                                 | Parc des Princes, Parijs Toeschouwers: 16.698 Scheidsrechter: Pietro Bonetto (ITA) |
| 11 april Vriendschappelijk № 274 «onderlinge duels» 19:30 uur (UTC+1) | Héctor De Bourgoing 25' |       | 33' Ernest Pohl 43' Roman Lentner 77' Lucjan Brychczy | Parc des Princes, Parijs Toeschouwers: 16.698 Scheidsrechter: Pietro Bonetto (ITA) |

|                                                                    |                        |       |                       |                                                                                        |
| 5 mei Vriendschappelijk № 275 «onderlinge duels» 16:00 uur (UTC+1) | Italië                 | 2 – 1 | Frankrijk             | Stadio Comunale, Florence Toeschouwers: 45.000 Scheidsrechter: Jozef Kandlbinder (FRG) |
| 5 mei Vriendschappelijk № 275 «onderlinge duels» 16:00 uur (UTC+1) | Josè Altafini 47', 51' |       | 28' Jean-Claude Piumi | Stadio Comunale, Florence Toeschouwers: 45.000 Scheidsrechter: Jozef Kandlbinder (FRG) |

|                                                                           |                        |       |                |                                                                                 |
| 3 oktober EK 1964 kwalificatie № 276 «onderlinge duels» 19:30 uur (UTC+1) | Engeland               | 1 – 1 | Frankrijk      | Hillsborough, Sheffield Toeschouwers: 35.380 Scheidsrechter: Frede Hansen (DEN) |
| 3 oktober EK 1964 kwalificatie № 276 «onderlinge duels» 19:30 uur (UTC+1) | Ron Flowers 75' (pen.) |       | 8' Yvon Goujon | Hillsborough, Sheffield Toeschouwers: 35.380 Scheidsrechter: Frede Hansen (DEN) |

|                                                                         |                                             |       |                                   |                                                                                       |
| 24 oktober Vriendschappelijk № 277 «onderlinge duels» 15:00 uur (UTC+1) | West-Duitsland                              | 2 – 2 | Frankrijk                         | Neckarstadion, Stuttgart Toeschouwers: 75.000 Scheidsrechter: Friedrich Seipelt (AUT) |
| 24 oktober Vriendschappelijk № 277 «onderlinge duels» 15:00 uur (UTC+1) | Friedhelm Konietzka 46' Heinz Steinmann 82' |       | 25' Édouard Stako 32' Yvon Goujon | Neckarstadion, Stuttgart Toeschouwers: 75.000 Scheidsrechter: Friedrich Seipelt (AUT) |

|                                                                          |                          |       |                                       | |
| 11 november Vriendschappelijk № 278 «onderlinge duels» 14:30 uur (UTC+1) | Frankrijk                | 2 – 3 | Hongarije                             | Stade olympique Yves-du-Manoir, Colombes Toeschouwers: 35.136 Scheidsrechter: Juan Gardeazábal (ESP) |
| 11 november Vriendschappelijk № 278 «onderlinge duels» 14:30 uur (UTC+1) | Fleury Di Nallo 18', 75' |       | 12', 80' Lajos Tichy 36' Gyula Rákosi | Stade olympique Yves-du-Manoir, Colombes Toeschouwers: 35.136 Scheidsrechter: Juan Gardeazábal (ESP) |

### 1963
|                                                                        |        |       |           |                                                                                |
| 9 januari Vriendschappelijk № 279 «onderlinge duels» 20:30 uur (UTC+1) | Spanje | 0 – 0 | Frankrijk | Camp Nou, Barcelona Toeschouwers: 72.000 Scheidsrechter: Jozef Casteleyn (BEL) |
| 9 januari Vriendschappelijk № 279 «onderlinge duels» 20:30 uur (UTC+1) |        |       |           | Camp Nou, Barcelona Toeschouwers: 72.000 Scheidsrechter: Jozef Casteleyn (BEL) |

|                                                                             |                                                                 |       |                                    |                                                                                       |
| 27 februari EK 1964 kwalificatie № 280 «onderlinge duels» 20:30 uur (UTC+1) | Frankrijk                                                       | 5 – 2 | Engeland                           | Parc des Princes, Parijs Toeschouwers: 23.986 Scheidsrechter: Jozef Kandlbinder (FRG) |
| 27 februari EK 1964 kwalificatie № 280 «onderlinge duels» 20:30 uur (UTC+1) | Maryan Wisniewski 3', 75' Yvon Douis 32' Lucien Cossou 43', 82' |       | 57' Bobby Smith 74' Bobby Tambling | Parc des Princes, Parijs Toeschouwers: 23.986 Scheidsrechter: Jozef Kandlbinder (FRG) |

|                                                                       |                |       |           |                                                                              |
| 17 april Vriendschappelijk № 281 «onderlinge duels» 20:15 uur (UTC+1) | Nederland      | 1 – 0 | Frankrijk | De Kuip, Rotterdam Toeschouwers: 41.000 Scheidsrechter: Johannes Malka (FRG) |
| 17 april Vriendschappelijk № 281 «onderlinge duels» 20:15 uur (UTC+1) | Henk Groot 73' |       |           | De Kuip, Rotterdam Toeschouwers: 41.000 Scheidsrechter: Johannes Malka (FRG) |

|                                                                       |                                           |       |                           | |
| 28 april Vriendschappelijk № 282 «onderlinge duels» 17:00 uur (UTC+1) | Frankrijk                                 | 2 – 3 | Brazilië                  | Stade olympique Yves-du-Manoir, Colombes Toeschouwers: 50.000 Scheidsrechter: Concetto Lo Bello (ITA) |
| 28 april Vriendschappelijk № 282 «onderlinge duels» 17:00 uur (UTC+1) | Maryan Wisniewski 70' Fleury Di Nallo 83' |       | 30', 76' (pen.), 84' Pelé | Stade olympique Yves-du-Manoir, Colombes Toeschouwers: 50.000 Scheidsrechter: Concetto Lo Bello (ITA) |

|                                                                              |                |       |           |                                                                                             |
| 29 september EK 1964 kwalificatie № 283 «onderlinge duels» 16:30 uur (UTC+2) | Bulgarije      | 1 – 0 | Frankrijk | Vasil Levski Nationaal Stadion, Sofia Toeschouwers: 25.947 Scheidsrechter: Faruk Talu (TUR) |
| 29 september EK 1964 kwalificatie № 283 «onderlinge duels» 16:30 uur (UTC+2) | Todor Diev 24' |       |           | Vasil Levski Nationaal Stadion, Sofia Toeschouwers: 25.947 Scheidsrechter: Faruk Talu (TUR) |

|                                                                            |                                        |       |                    |                                                                                                  |
| 26 oktober EK 1964 kwalificatie № 284 «onderlinge duels» 14:30 uur (UTC+1) | Frankrijk                              | 3 – 1 | Bulgarije          | Parc des Princes, Parijs Toeschouwers: 32.233 Scheidsrechter: José María Ortiz de Mendíbil (ESP) |
| 26 oktober EK 1964 kwalificatie № 284 «onderlinge duels» 14:30 uur (UTC+1) | Yvon Goujon 44', 81' Robert Herbin 78' |       | 75' Dimitr Yakimov | Parc des Princes, Parijs Toeschouwers: 32.233 Scheidsrechter: José María Ortiz de Mendíbil (ESP) |

|                                                                          |                                       |       |                                             |                                                                                    |
| 11 november Vriendschappelijk № 285 «onderlinge duels» 14:45 uur (UTC+1) | Frankrijk                             | 2 – 2 | Zwitserland                                 | Parc des Princes, Parijs Toeschouwers: 27.350 Scheidsrechter: Arthur Holland (ENG) |
| 11 november Vriendschappelijk № 285 «onderlinge duels» 14:45 uur (UTC+1) | Jean-Louis Buron 18' Georges Lech 31' |       | 51' (e.d.) Marcel Artelesa 75' André Bosson | Parc des Princes, Parijs Toeschouwers: 27.350 Scheidsrechter: Arthur Holland (ENG) |

|                                                                          |                       |       |                         |                                                                                 |
| 25 december Vriendschappelijk № 286 «onderlinge duels» 14:30 uur (UTC+1) | Frankrijk             | 1 – 2 | België                  | Parc des Princes, Parijs Toeschouwers: 12.649 Scheidsrechter: Josef Stoll (AUT) |
| 25 december Vriendschappelijk № 286 «onderlinge duels» 14:30 uur (UTC+1) | Serge Masnaghetti 33' |       | 26', 37' Paul Van Himst | Parc des Princes, Parijs Toeschouwers: 12.649 Scheidsrechter: Josef Stoll (AUT) |

### 1964
|                                                                          |                   |       |                                         |                                                                                                  |
| 25 april EK 1964 kwalificatie № 287 «onderlinge duels» 15:00 uur (UTC+1) | Frankrijk         | 1 – 3 | Hongarije                               | Stade olympique Yves-du-Manoir, Colombes Toeschouwers: 35.274 Scheidsrechter: Cesare Jonni (ITA) |
| 25 april EK 1964 kwalificatie № 287 «onderlinge duels» 15:00 uur (UTC+1) | Lucien Cossou 73' |       | 15' Flórián Albert 16', 70' Lajos Tichy | Stade olympique Yves-du-Manoir, Colombes Toeschouwers: 35.274 Scheidsrechter: Cesare Jonni (ITA) |

|                                                                        |                                  |       |                  |                                                                                    |
| 23 mei EK 1964 kwalificatie № 288 «onderlinge duels» 17:30 uur (UTC+1) | Hongarije                        | 2 – 1 | Frankrijk        | Népstadion, Boedapest Toeschouwers: 70.120 Scheidsrechter: Concetto Lo Bello (ITA) |
| 23 mei EK 1964 kwalificatie № 288 «onderlinge duels» 17:30 uur (UTC+1) | Ferenc Sipos 24' Ferenc Bene 55' |       | 2' Nestor Combin | Népstadion, Boedapest Toeschouwers: 70.120 Scheidsrechter: Concetto Lo Bello (ITA) |

|                                                                           |           |                                   |           |                                                                                    |
| 4 oktober WK 1966 kwalificatie № 289 «onderlinge duels» 15:30 uur (UTC+1) | Luxemburg | 0 – 2                             | Frankrijk | Stade Municipal, Luxemburg Toeschouwers: 17.536 Scheidsrechter: Vital Loraux (BEL) |
| 4 oktober WK 1966 kwalificatie № 289 «onderlinge duels» 15:30 uur (UTC+1) |           | 17' André Guy 80' Marcel Artelesa |           | Stade Municipal, Luxemburg Toeschouwers: 17.536 Scheidsrechter: Vital Loraux (BEL) |

|                                                                             |                   |       |           |                                                                                |
| 11 november WK 1966 kwalificatie № 290 «onderlinge duels» 15:00 uur (UTC+1) | Frankrijk         | 1 – 0 | Noorwegen | Parc des Princes, Parijs Toeschouwers: 33.517 Scheidsrechter: Jack Adair (NIR) |
| 11 november WK 1966 kwalificatie № 290 «onderlinge duels» 15:00 uur (UTC+1) | Ángel Rambert 17' |       |           | Parc des Princes, Parijs Toeschouwers: 33.517 Scheidsrechter: Jack Adair (NIR) |

|                                                                         |                                            |       |           |                                                                                   |
| 2 december Vriendschappelijk № 291 «onderlinge duels» 19:30 uur (UTC+1) | België                                     | 3 – 0 | Frankrijk | Heizelstadion, Brussel Toeschouwers: 5.917 Scheidsrechter: Rudolf Kreitlein (FRG) |
| 2 december Vriendschappelijk № 291 «onderlinge duels» 19:30 uur (UTC+1) | Paul Van Himst 16' Frans Vermeyen 76', 87' |       |           | Heizelstadion, Brussel Toeschouwers: 5.917 Scheidsrechter: Rudolf Kreitlein (FRG) |

### 1965
|                                                                       |                    |       |                                  |                                                                                  |
| 24 maart Vriendschappelijk № 292 «onderlinge duels» 20:30 uur (UTC+1) | Frankrijk          | 1 – 2 | Oostenrijk                       | Parc des Princes, Parijs Toeschouwers: 24.206 Scheidsrechter: Franz Geluck (BEL) |
| 24 maart Vriendschappelijk № 292 «onderlinge duels» 20:30 uur (UTC+1) | Gérard Hausser 28' |       | 15' Walter Seitl 44' Karl Koller | Parc des Princes, Parijs Toeschouwers: 24.206 Scheidsrechter: Franz Geluck (BEL) |

|                                                                          |                 |       |           |                                                                                             |
| 18 april WK 1966 kwalificatie № 293 «onderlinge duels» 16:00 uur (UTC+1) | Joegoslavië     | 1 – 0 | Frankrijk | Rode Sterstadion, Belgrado Toeschouwers: 23.906 Scheidsrechter: Dimitrios Wlachojanis (AUT) |
| 18 april WK 1966 kwalificatie № 293 «onderlinge duels» 16:00 uur (UTC+1) | Milan Galić 59' |       |           | Rode Sterstadion, Belgrado Toeschouwers: 23.906 Scheidsrechter: Dimitrios Wlachojanis (AUT) |

|                                                                     |           |       |            |                                                                                 |
| 3 juni Vriendschappelijk № 294 «onderlinge duels» 20:30 uur (UTC+1) | Frankrijk | 0 – 0 | Argentinië | Parc des Princes, Parijs Toeschouwers: 11.931 Scheidsrechter: Jack Taylor (ENG) |
| 3 juni Vriendschappelijk № 294 «onderlinge duels» 20:30 uur (UTC+1) |           |       |            | Parc des Princes, Parijs Toeschouwers: 11.931 Scheidsrechter: Jack Taylor (ENG) |

|                                                                              |           |                   |           |                                                                                |
| 15 september WK 1966 kwalificatie № 295 «onderlinge duels» 17:45 uur (UTC+2) | Noorwegen | 0 – 1             | Frankrijk | Ullevaalstadion, Oslo Toeschouwers: 31.234 Scheidsrechter: Hugh Phillips (SCO) |
| 15 september WK 1966 kwalificatie № 295 «onderlinge duels» 17:45 uur (UTC+2) |           | 22' Nestor Combin |           | Ullevaalstadion, Oslo Toeschouwers: 31.234 Scheidsrechter: Hugh Phillips (SCO) |

|                                                                           |                     |       |             |                                                                                  |
| 9 oktober WK 1966 kwalificatie № 296 «onderlinge duels» 15:00 uur (UTC+1) | Frankrijk           | 1 – 0 | Joegoslavië | Parc des Princes, Parijs Toeschouwers: 35.546 Scheidsrechter: Frede Hansen (DEN) |
| 9 oktober WK 1966 kwalificatie № 296 «onderlinge duels» 15:00 uur (UTC+1) | Philippe Gondet 77' |       |             | Parc des Princes, Parijs Toeschouwers: 35.546 Scheidsrechter: Frede Hansen (DEN) |

|                                                                            |                                                |       |                 |                                                                                               |
| 6 november WK 1966 kwalificatie № 297 «onderlinge duels» 15:00 uur (UTC+1) | Frankrijk                                      | 4 – 1 | Luxemburg       | Stade Vélodrome, Marseille Toeschouwers: 30.080 Scheidsrechter: Daniel Zariquiegui Izco (ESP) |
| 6 november WK 1966 kwalificatie № 297 «onderlinge duels» 15:00 uur (UTC+1) | Philippe Gondet 8', 27' Nestor Combin 11', 38' |       | 53' Louis Pilot | Stade Vélodrome, Marseille Toeschouwers: 30.080 Scheidsrechter: Daniel Zariquiegui Izco (ESP) |

### 1966
|                                                                       |           |       |        |                                                                                   |
| 19 maart Vriendschappelijk № 298 «onderlinge duels» 15:00 uur (UTC+1) | Frankrijk | 0 – 0 | Italië | Parc des Princes, Parijs Toeschouwers: 31.795 Scheidsrechter: Joseph Hannet (BEL) |
| 19 maart Vriendschappelijk № 298 «onderlinge duels» 15:00 uur (UTC+1) |           |       |        | Parc des Princes, Parijs Toeschouwers: 31.795 Scheidsrechter: Joseph Hannet (BEL) |

|                                                                       |           |                                                       |        |                                                                                             |
| 20 april Vriendschappelijk № 299 «onderlinge duels» 20:30 uur (UTC+1) | Frankrijk | 0 – 3                                                 | België | Parc des Princes, Parijs Toeschouwers: 16.664 Scheidsrechter: Daniel Zariquiegui Izco (ESP) |
| 20 april Vriendschappelijk № 299 «onderlinge duels» 20:30 uur (UTC+1) |           | 20' Raoul Lambert 71' Jacques Stockman 90' Johny Thio |        | Parc des Princes, Parijs Toeschouwers: 16.664 Scheidsrechter: Daniel Zariquiegui Izco (ESP) |

|                                                                     |                                                                |       |                                                            |                                                                                       |
| 5 juni Vriendschappelijk № 300 «onderlinge duels» 19:30 uur (UTC+3) | Sovjet-Unie                                                    | 3 – 3 | Frankrijk                                                  | Centraal Leninstadion, Moskou Toeschouwers: 102.000 Scheidsrechter: Bertil Lööw (SWE) |
| 5 juni Vriendschappelijk № 300 «onderlinge duels» 19:30 uur (UTC+3) | Slava Metreveli 26' Anatoli Banişevski 64' Igor Tsjislenko 66' |       | 19' Bernard Blanchet 21' Philippe Gondet 78' Joseph Bonnel | Centraal Leninstadion, Moskou Toeschouwers: 102.000 Scheidsrechter: Bertil Lööw (SWE) |

| Wereldkampioenschap voetbal 1966 |
| -------------------------------- |

|                                                                    |                    |       |                   |                                                                                      |
| 13 juli WK 1966 Groep A № 301 «onderlinge duels» 19:30 uur (UTC+1) | Mexico             | 1 – 1 | Frankrijk         | Wembley Stadium, Londen Toeschouwers: 69.237 Scheidsrechter: Menahem Ashkenazi (ISR) |
| 13 juli WK 1966 Groep A № 301 «onderlinge duels» 19:30 uur (UTC+1) | Gérard Hausser 62' |       | 48' Enrique Borja | Wembley Stadium, Londen Toeschouwers: 69.237 Scheidsrechter: Menahem Ashkenazi (ISR) |

|                                                                    |                                        |       |                                |                                                                                   |
| 15 juli WK 1966 Groep A № 302 «onderlinge duels» 19:30 uur (UTC+1) | Uruguay                                | 2 – 1 | Frankrijk                      | White City Stadium, Londen Toeschouwers: 45.662 Scheidsrechter: Karol Galba (TCH) |
| 15 juli WK 1966 Groep A № 302 «onderlinge duels» 19:30 uur (UTC+1) | Pedro Rocha 26' Julio César Cortés 31' |       | 15' (pen.) Héctor De Bourgoing | White City Stadium, Londen Toeschouwers: 45.662 Scheidsrechter: Karol Galba (TCH) |

|                                                                    |                     |       |           |                                                                                    |
| 20 juli WK 1966 Groep A № 303 «onderlinge duels» 19:30 uur (UTC+1) | Engeland            | 2 – 0 | Frankrijk | Wembley Stadium, Londen Toeschouwers: 98.270 Scheidsrechter: Arturo Yamasaki (PER) |
| 20 juli WK 1966 Groep A № 303 «onderlinge duels» 19:30 uur (UTC+1) | Roger Hunt 39', 76' |       |           | Wembley Stadium, Londen Toeschouwers: 98.270 Scheidsrechter: Arturo Yamasaki (PER) |

|  |  |  |  |  |  |  |  |  |

|                                                                           |                                 |       |                                       |                                                                                        |
| 28 september Vriendschappelijk № 304 «onderlinge duels» 18:30 uur (UTC+1) | Hongarije                       | 4 – 2 | Frankrijk                             | Népstadion, Boedapest Toeschouwers: 25.000 Scheidsrechter: Dimitrios Wlachojanis (AUT) |
| 28 september Vriendschappelijk № 304 «onderlinge duels» 18:30 uur (UTC+1) | János Farkas 13', 57', 83', 89' |       | 26' Philippe Gondet 58' Hervé Revelli | Népstadion, Boedapest Toeschouwers: 25.000 Scheidsrechter: Dimitrios Wlachojanis (AUT) |

|                                                                            |                                      |       |                         |                                                                                         |
| 22 oktober EK 1968 kwalificatie № 305 «onderlinge duels» 15:00 uur (UTC+1) | Frankrijk                            | 2 – 1 | Polen                   | Parc des Princes, Parijs Toeschouwers: 23.524 Scheidsrechter: Gerhard Schulenburg (FRG) |
| 22 oktober EK 1968 kwalificatie № 305 «onderlinge duels» 15:00 uur (UTC+1) | Fleury Di Nallo 26' Georges Lech 85' |       | 61' Ryszard Grzegorczyk | Parc des Princes, Parijs Toeschouwers: 23.524 Scheidsrechter: Gerhard Schulenburg (FRG) |

|                                                                             |                         |       |                  |                                                                               |
| 11 november EK 1968 kwalificatie № 306 «onderlinge duels» 15:00 uur (UTC+1) | België                  | 2 – 1 | Frankrijk        | Heizelstadion, Brussel Toeschouwers: 43.404 Scheidsrechter: Jack Taylor (ENG) |
| 11 november EK 1968 kwalificatie № 306 «onderlinge duels» 15:00 uur (UTC+1) | Paul Van Himst 51', 54' |       | 67' Georges Lech | Heizelstadion, Brussel Toeschouwers: 43.404 Scheidsrechter: Jack Taylor (ENG) |

|                                                                             |           |                                                   |           |                                                                                     |
| 26 november EK 1968 kwalificatie № 307 «onderlinge duels» 15:00 uur (UTC+1) | Luxemburg | 0 – 3                                             | Frankrijk | Stade Municipal, Luxemburg Toeschouwers: 3.456 Scheidsrechter: Lau van Ravens (NED) |
| 26 november EK 1968 kwalificatie № 307 «onderlinge duels» 15:00 uur (UTC+1) |           | 8' Yves Herbet 40' Hervé Revelli 41' Georges Lech |           | Stade Municipal, Luxemburg Toeschouwers: 3.456 Scheidsrechter: Lau van Ravens (NED) |

### 1967
|                                                                       |                          |       |                                          |                                                                                        |
| 22 maart Vriendschappelijk № 308 «onderlinge duels» 20:30 uur (UTC+1) | Frankrijk                | 1 – 2 | Roemenië                                 | Parc des Princes, Parijs Toeschouwers: 23.769 Scheidsrechter: Günther Baumgärtel (FRG) |
| 22 maart Vriendschappelijk № 308 «onderlinge duels» 20:30 uur (UTC+1) | Jean-Pierre Dogliani 88' |       | 14' Constantin Frăţilă 76' Mircea Dridea | Parc des Princes, Parijs Toeschouwers: 23.769 Scheidsrechter: Günther Baumgärtel (FRG) |

|                                                                     |                                            |       |                                                                |                                                                                   |
| 3 juni Vriendschappelijk № 309 «onderlinge duels» 20:30 uur (UTC+1) | Frankrijk                                  | 2 – 4 | Sovjet-Unie                                                    | Parc des Princes, Parijs Toeschouwers: 24.778 Scheidsrechter: Décio Freitas (POR) |
| 3 juni Vriendschappelijk № 309 «onderlinge duels» 20:30 uur (UTC+1) | Philippe Gondet 12' Anatolij Bysjovets 48' |       | 33', 59' Igor Tsjislenko 45' Jacky Simon 80' Edoeard Streltsov | Parc des Princes, Parijs Toeschouwers: 24.778 Scheidsrechter: Décio Freitas (POR) |

|                                                                              |                     |       |                                                          |                                                                                                  |
| 17 september EK 1968 kwalificatie № 310 «onderlinge duels» 13:00 uur (UTC+1) | Polen               | 1 – 4 | Frankrijk                                                | Stadion Dziesięciolecia, Warschau Toeschouwers: 51.010 Scheidsrechter: Ferdinand Marschall (AUT) |
| 17 september EK 1968 kwalificatie № 310 «onderlinge duels» 13:00 uur (UTC+1) | Lucjan Brychczy 26' |       | 13' Robert Herbin 34', 85' Fleury Di Nallo 63' André Guy | Stadion Dziesięciolecia, Warschau Toeschouwers: 51.010 Scheidsrechter: Ferdinand Marschall (AUT) |

|                                                                           |                                                                                     |       |                      |                                                                                     |
| 27 september Vriendschappelijk № 311 «onderlinge duels» 19:30 uur (UTC+1) | West-Duitsland                                                                      | 5 – 1 | Frankrijk            | Olympiastadion, West-Berlijn Toeschouwers: 80.000 Scheidsrechter: Fabio Monti (ITA) |
| 27 september Vriendschappelijk № 311 «onderlinge duels» 19:30 uur (UTC+1) | Reinhard Libuda 28' Hans Siemensmeyer 47', 58' Gerd Müller 74' Wolfgang Overath 75' |       | 83' Bernard Bosquier | Olympiastadion, West-Berlijn Toeschouwers: 80.000 Scheidsrechter: Fabio Monti (ITA) |

|                                                                            |                   |       |                    |                                                                                             |
| 28 oktober EK 1968 kwalificatie № 312 «onderlinge duels» 15:00 uur (UTC+1) | Frankrijk         | 1 – 1 | België             | Stade Marcel Saupin, Nantes Toeschouwers: 14.591 Scheidsrechter: Francesco Francescon (ITA) |
| 28 oktober EK 1968 kwalificatie № 312 «onderlinge duels» 15:00 uur (UTC+1) | Robert Herbin 84' |       | 37' Roger Claessen | Stade Marcel Saupin, Nantes Toeschouwers: 14.591 Scheidsrechter: Francesco Francescon (ITA) |

|                                                                             |                             |       |                |                                                                                    |
| 23 december EK 1968 kwalificatie № 313 «onderlinge duels» 14:30 uur (UTC+1) | Frankrijk                   | 3 – 1 | Luxemburg      | Parc des Princes, Parijs Toeschouwers: 7.320 Scheidsrechter: Aníbal Oliveira (POR) |
| 23 december EK 1968 kwalificatie № 313 «onderlinge duels» 14:30 uur (UTC+1) | Charly Loubet 42', 47', 53' |       | 85' Jean Klein | Parc des Princes, Parijs Toeschouwers: 7.320 Scheidsrechter: Aníbal Oliveira (POR) |

### 1968
|                                                                         |                     |       |                     |                                                                                    |
| 6 april EK 1968 kwalificatie № 314 «onderlinge duels» 16:00 uur (UTC+1) | Frankrijk           | 1 – 1 | Joegoslavië         | Stade Vélodrome, Marseille Toeschouwers: 35.423 Scheidsrechter: Erwin Vetter (DDR) |
| 6 april EK 1968 kwalificatie № 314 «onderlinge duels» 16:00 uur (UTC+1) | Fleury Di Nallo 78' |       | 64' Vahidin Musemić | Stade Vélodrome, Marseille Toeschouwers: 35.423 Scheidsrechter: Erwin Vetter (DDR) |

|                                                                          |                                                                   |       |                     |                                                                                     |
| 24 april EK 1968 kwalificatie № 315 «onderlinge duels» 16:30 uur (UTC+1) | Joegoslavië                                                       | 5 – 1 | Frankrijk           | Rode Sterstadion, Belgrado Toeschouwers: 47.687 Scheidsrechter: Paul Schiller (AUT) |
| 24 april EK 1968 kwalificatie № 315 «onderlinge duels» 16:30 uur (UTC+1) | Ilija Petković 3', 32' Vahidin Musemić 13', 79' Dragan Džajić 14' |       | 33' Fleury Di Nallo | Rode Sterstadion, Belgrado Toeschouwers: 47.687 Scheidsrechter: Paul Schiller (AUT) |

|                                                                           |                      |       |                      | |
| 25 september Vriendschappelijk № 316 «onderlinge duels» 20:30 uur (UTC+1) | Frankrijk            | 1 – 1 | West-Duitsland       | Stade Vélodrome, Marseille Toeschouwers: 22.355 Scheidsrechter: José María Ortiz de Mendíbil (ESP) |
| 25 september Vriendschappelijk № 316 «onderlinge duels» 20:30 uur (UTC+1) | Bernard Bosquier 71' |       | 87' Wolfgang Overath | Stade Vélodrome, Marseille Toeschouwers: 22.355 Scheidsrechter: José María Ortiz de Mendíbil (ESP) |

|                                                                         |                      |       |                                        |                                                                                    |
| 17 oktober Vriendschappelijk № 317 «onderlinge duels» 20:30 uur (UTC+1) | Frankrijk            | 1 – 3 | Spanje                                 | Stade de Gerland, Lyon Toeschouwers: 35.000 Scheidsrechter: Aurelio Angonese (ITA) |
| 17 oktober Vriendschappelijk № 317 «onderlinge duels» 20:30 uur (UTC+1) | Bernard Blanchet 22' |       | 59' Pirri 74' Ufarte 84' Luis Aragonés | Stade de Gerland, Lyon Toeschouwers: 35.000 Scheidsrechter: Aurelio Angonese (ITA) |

|                                                                            |           |                 |           |                                                                                                 |
| 6 november WK 1970 kwalificatie № 318 «onderlinge duels» 20:30 uur (UTC+1) | Frankrijk | 0 – 1           | Noorwegen | Stade de la Meinau, Straatsburg Toeschouwers: 18.319 Scheidsrechter: Francesco Francescon (ITA) |
| 6 november WK 1970 kwalificatie № 318 «onderlinge duels» 20:30 uur (UTC+1) |           | 67' Odd Iversen |           | Stade de la Meinau, Straatsburg Toeschouwers: 18.319 Scheidsrechter: Francesco Francescon (ITA) |

### 1969
|                                                                       |                                                                            |       |           |                                                                                 |
| 12 maart Vriendschappelijk № 319 «onderlinge duels» 19:45 uur (UTC+1) | Engeland                                                                   | 5 – 0 | Frankrijk | Wembley Stadium, Londen Toeschouwers: 85.000 Scheidsrechter: István Zsolt (HUN) |
| 12 maart Vriendschappelijk № 319 «onderlinge duels» 19:45 uur (UTC+1) | Michael O'Grady 33' Geoff Hurst 48' (pen.), 49', 80' (pen.) Franny Lee 75' |       |           | Wembley Stadium, Londen Toeschouwers: 85.000 Scheidsrechter: István Zsolt (HUN) |

|                                                                       |                  |       |          |                                                                                     |
| 30 april Vriendschappelijk № 320 «onderlinge duels» 20:30 uur (UTC+1) | Frankrijk        | 1 – 0 | Roemenië | Parc des Princes, Parijs Toeschouwers: 18.218 Scheidsrechter: Bruno De Marchi (ITA) |
| 30 april Vriendschappelijk № 320 «onderlinge duels» 20:30 uur (UTC+1) | Henri Michel 80' |       |          | Parc des Princes, Parijs Toeschouwers: 18.218 Scheidsrechter: Bruno De Marchi (ITA) |

|                                                                              |                      |       |                                              |                                                                                 |
| 10 september WK 1970 kwalificatie № 321 «onderlinge duels» 19:00 uur (UTC+1) | Noorwegen            | 1 – 3 | Frankrijk                                    | Ullevaalstadion, Oslo Toeschouwers: 22.495 Scheidsrechter: Lau van Ravens (NED) |
| 10 september WK 1970 kwalificatie № 321 «onderlinge duels» 19:00 uur (UTC+1) | Ola Dybwad-Olsen 90' |       | 9', 48' Hervé Revelli 77' Jean-Paul Rostagni | Ullevaalstadion, Oslo Toeschouwers: 22.495 Scheidsrechter: Lau van Ravens (NED) |

|                                                                            |                       |       |           |                                                                                |
| 15 oktober WK 1970 kwalificatie № 322 «onderlinge duels» 19:00 uur (UTC+1) | Zweden                | 2 – 0 | Frankrijk | Råsundastadion, Solna Toeschouwers: 51.954 Scheidsrechter: Rudi Glöckner (DDR) |
| 15 oktober WK 1970 kwalificatie № 322 «onderlinge duels» 19:00 uur (UTC+1) | Ove Kindvall 33', 65' |       |           | Råsundastadion, Solna Toeschouwers: 51.954 Scheidsrechter: Rudi Glöckner (DDR) |

|                                                                            |                           |       |                    |                                                                                |
| 1 november WK 1970 kwalificatie № 323 «onderlinge duels» 15:30 uur (UTC+1) | Frankrijk                 | 3 – 0 | Zweden             | Parc des Princes, Parijs Toeschouwers: 17.916 Scheidsrechter: Dave Smith (ENG) |
| 1 november WK 1970 kwalificatie № 323 «onderlinge duels» 15:30 uur (UTC+1) | Jean-Claude Bras 42', 45' |       | 44' Jean Djorkaeff | Parc des Princes, Parijs Toeschouwers: 17.916 Scheidsrechter: Dave Smith (ENG) |

UEFA: Albanië · België · Bulgarije · Cyprus · Denemarken · West-Duitsland · Duitse Democratische Republiek · Engeland · Finland · Frankrijk · Griekenland · Hongarije · Ierland · IJsland · Italië · Joegoslavië · Luxemburg · Malta · Nederland · Noord-Ierland · Noorwegen · Oostenrijk · Polen · Portugal · Roemenië · Schotland · Sovjet-Unie · Spanje · Tsjecho-Slowakije · Turkije · Wales · Zweden · Zwitserland

CAF: Madagaskar AFC: Israël

FFF · A-internationals · Selecties · Bondscoaches · Frans vrouwenelftal · Olympisch elftal · Frankrijk U21 · Frankrijk U20 · Frankrijk U19 · Frankrijk U18 · Frankrijk U17 · Frankrijk U16 · Vrouwen U17
1904 – 1919 ·
1920 – 1929 ·
1930 – 1939 ·
1940 – 1949 ·
1950 – 1959 ·
1960 – 1969 ·
1970 – 1979 ·
1980 – 1989 ·
1990 – 1999 ·
2000 – 2009 ·
2010 – 2019 ·
2020 – 2029
EK's: 1984 · 
1992 · 
1996 · 
2000 · 
2004 · 
2008 · 
2012 · 
2016 · 
2020 · 
2024
WK's: 1930 · 
1934 · 
1938 · 
1954 · 
1958 · 
1966 · 
1978 · 
1982 · 
1986 · 
1998 · 
2002 · 
2006 · 
2010 · 
2014 · 
2018 · 
2022
OS: 1900 · 
1908 · 
1920 · 
1924 · 
1948 · 
1952 · 
1960 · 
1968 · 
1976 · 
1984 · 
1996 · 
2020
1904 · 
1905 · 
1906 · 
1907 · 
1908 · 
1909 · 
1910 · 
1911 · 
1912 · 
1913 · 
1914 · 
1915 · 1916 · 1917 · 1918 · 
1919 · 
1920 · 
1921 · 
1922 · 
1923 · 
1924 · 
1925 · 
1926 · 
1927 · 
1928 · 
1929 · 
1930 · 
1931 · 
1932 · 
1933 · 
1934 · 
1935 · 
1936 · 
1937 · 
1938 · 
1939 · 
1940 · 1941  · 
1942 · 
1943 · 1944  · 
1945 · 
1946 · 
1947 · 
1948 · 
1949 · 
1950 · 
1951 · 
1952 · 
1953 · 
1954 · 
1955 · 
1956 · 
1957 · 
1958 · 
1959 ·
1960 · 
1961 · 
1962 · 
1963 · 
1964 · 
1965 · 
1966 · 
1967 · 
1968 · 
1969 ·
1970 · 
1971 · 
1972 · 
1973 · 
1974 · 
1975 · 
1976 · 
1977 · 
1978 · 
1979 ·
1980 · 
1981 · 
1982 · 
1983 · 
1984 · 
1985 · 
1986 · 
1987 · 
1988 · 
1989 · 
1990 · 
1991 · 
1992 · 
1993 · 
1994 · 
1995 · 
1996 · 
1997 · 
1998 · 
1999 · 
2000 · 
2001 · 
2002 · 
2003 · 
2004 · 
2005 · 
2006 · 
2007 · 
2008 · 
2009 · 
2010 · 
2011 · 
2012 · 
2013 · 
2014 · 
2015 · 
2016 · 
2017 · 
2018 ·
2019 ·
2020 ·
2021 ·
2022 ·
2023
Albanië ·
Algerije ·
Andorra ·
Argentinië ·
Armenië ·
Australië ·
Azerbeidzjan ·
België ·
Bolivia ·
Bosnië en Herzegovina ·
Brazilië ·
Bulgarije ·
Canada ·
Chili ·
China ·
Colombia ·
Costa Rica ·
Cyprus ·
Denemarken ·
Duitse Democratische Republiek ·
Duitsland ·
Ecuador ·
Egypte ·
Engeland ·
Estland ·
Faeröer ·
Finland ·
Georgië ·
Gibraltar ·
Griekenland ·
Honduras ·
Hongarije ·
Ierland ·
IJsland ·
Iran ·
Israël ·
Italië ·
Ivoorkust ·
Jamaica ·
Japan ·
Joegoslavië ·
Kameroen ·
Kazachstan ·
Koeweit ·
Kroatië ·
Letland ·
Litouwen ·
Luxemburg ·
Malta ·
Marokko ·
Mexico ·
Moldavië ·
Nederland ·
Nieuw-Zeeland ·
Nigeria ·
Noord-Ierland ·
Noorwegen ·
Oekraïne ·
Oostenrijk ·
Paraguay ·
Peru · 
Polen ·
Portugal ·
Roemenië ·
Rusland ·
Saoedi-Arabië ·
Schotland ·
Senegal ·
Servië ·
Slovenië ·
Slowakije ·
Sovjet-Unie ·
Spanje ·
Togo ·
Tsjechië ·
Tsjecho-Slowakije ·
Tunesië ·
Turkije ·
Uruguay ·
Verenigde Staten ·
Wales ·
Wit-Rusland ·
Zuid-Afrika ·
Zuid-Korea ·
Zweden ·
Zwitserland
Albanië (2016) ·
Argentinië (2018) ·
Argentinië (2022) ·
Australië (2018) · 
België (1904) · 
België (2018) · 
Brazilië (1998) · 
Brazilië (2006) · 
Denemarken (2002) · 
Denemarken (2018) ·
Duitsland (2014) · 
Duitsland (2021) · 
Ecuador (2014) · 
Engeland (1982) · 
Engeland (2012) · 
Engeland (2022) ·
Honduras (2014) · 
Hongarije (2021) · 
Italië (2000) · 
Italië (2006) · 
Italië (2008) · 
Japan (2001) · 
Kameroen (2003) · 
Koeweit (1982) · 
Kroatië (2018) · 
Marokko (2022) ·
Mexico (2010) · 
Nederland (2008) · 
Nigeria (2014) ·
Noord-Ierland (1982) · 
Oekraïne (2012) · 
Oostenrijk (1982) · 
Peru (2018) · 
Polen (1982) · 
Polen (2022) ·
Portugal (2006) · 
Portugal (2016) ·
Portugal (2021) ·
Roemenië (2008) ·
Roemenië (2016) ·
Senegal (2002) · 
Spanje (1984) ·
Spanje (2006) ·
Spanje (2012) ·
Spanje (2021) ·
Togo (2006) ·
Tsjecho-Slowakije (1982) ·
Uruguay (2002) ·
Uruguay (2010) ·
Uruguay (2018) ·
Zuid-Afrika (2010) ·
Zuid-Korea (2006) ·
Zweden (2012) ·
Zwitserland (2006) ·
Zwitserland (2014) ·
Zwitserland (2016) ·
Zwitserland (2021)